# Bistum Nepi
Das Bistum Nepi (lateinisch Dioecesis Nepesina, italienisch Diocesi di Nepi) war eine in Italien gelegene römisch-katholische Diözese mit Sitz in Nepi.

## Geschichte

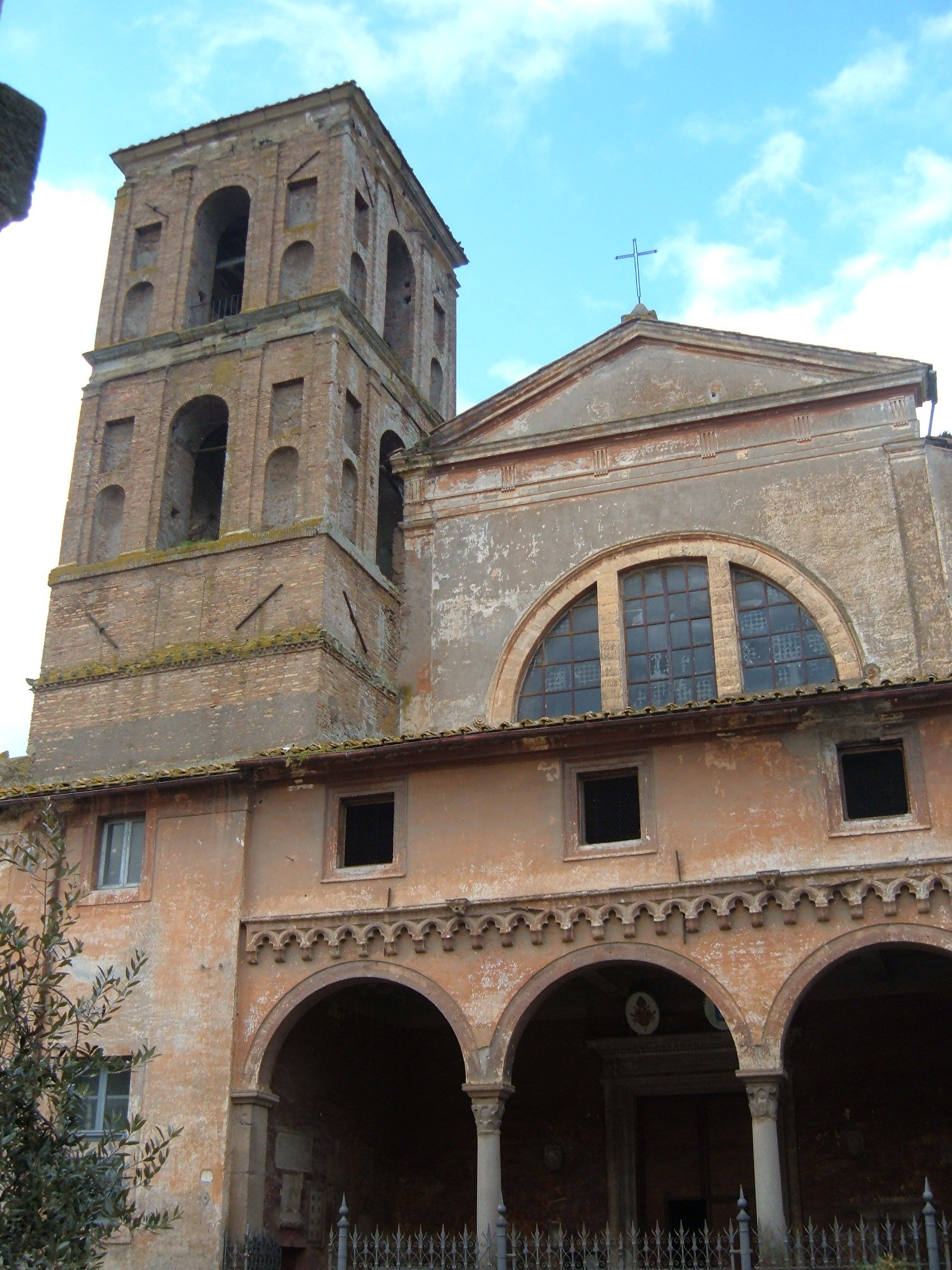
Kathedrale Santa Maria Assunta e Santa Anastasia in Nepi

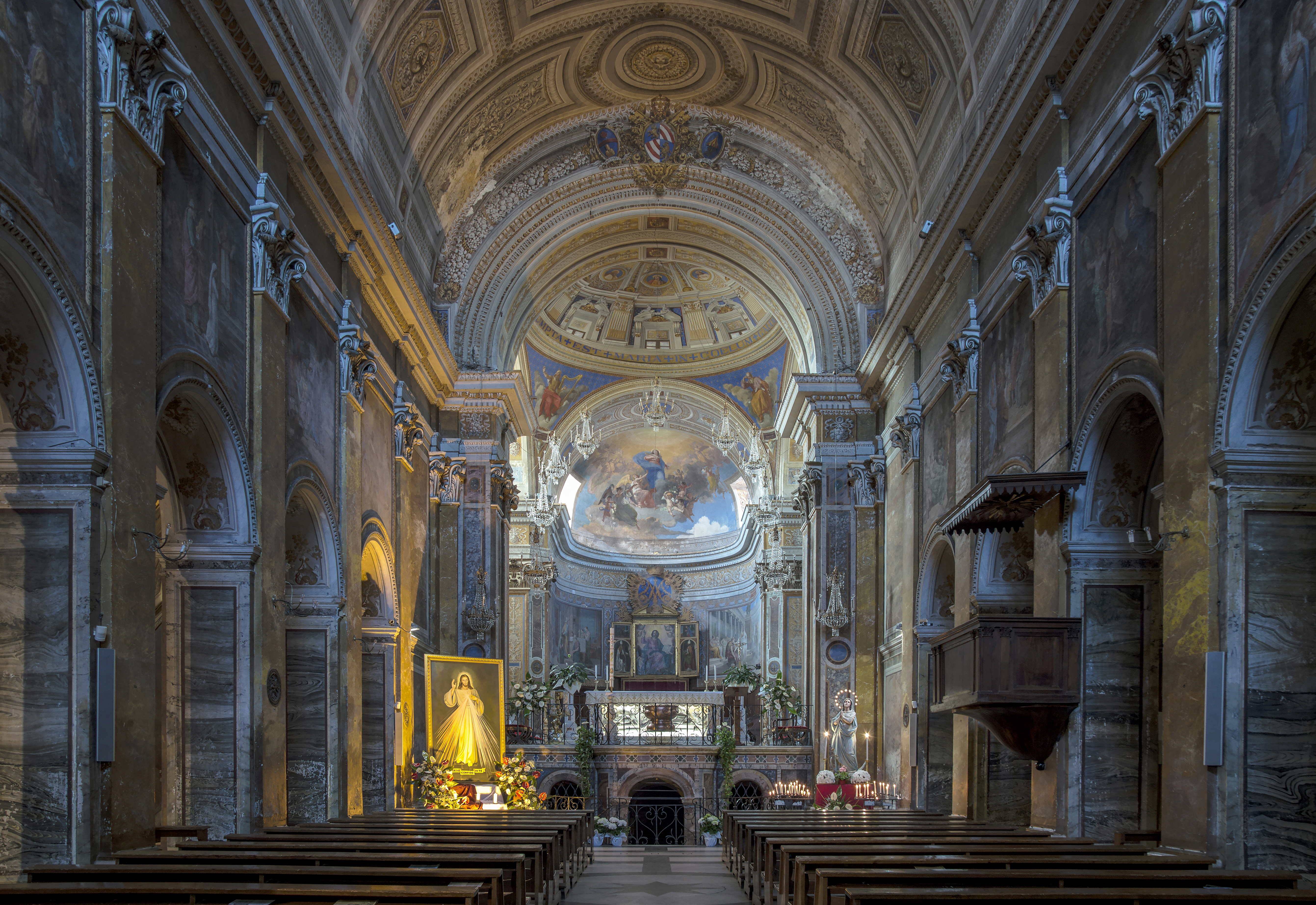
Innenansicht der Kathedrale

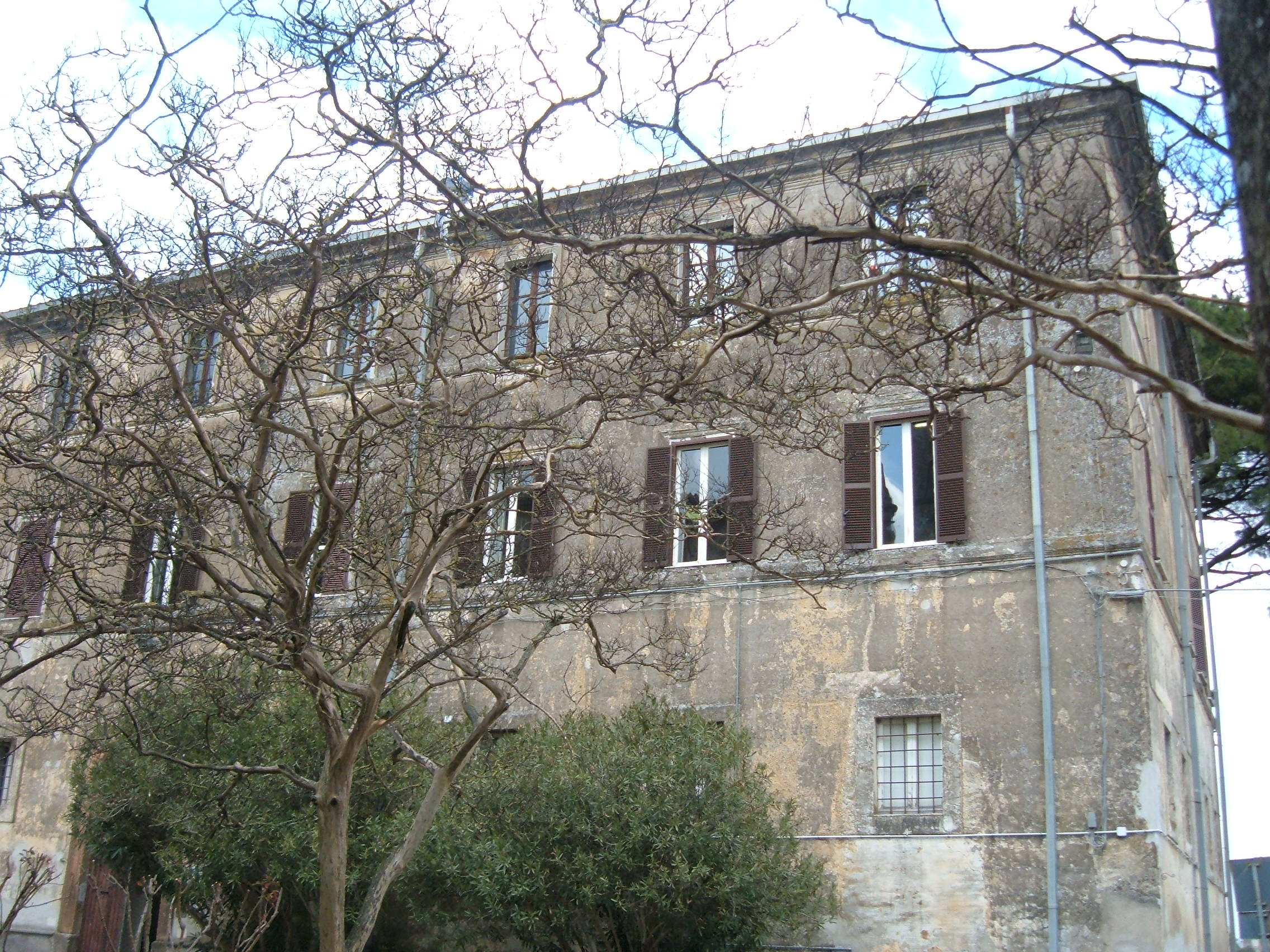
Ehemaliger Bischofspalast in Nepi

Die Ursprünge des Bistums Nepi reichen zurück ins 1. Jahrhundert. Es war während seiner gesamten Existenz als exemte Diözese direkt dem Heiligen Stuhl unterstellt. Erster Bischof soll der Überlieferung nach Ptolemäus gewesen sein. Er und sein Nachfolger Romanus sollen in Nepi den Märtyrertod erlitten haben. Beide waren die Patrone des Bistums, jedoch werden ihre Namen in keinem der antiken Martyrologien genannt. Das Bistum Nepi wurde erstmals im Liber Pontificalis in einer Version der Biografie von Papst Bonifatius I. erwähnt. Dort ist die Rede davon, dass Gegenpapst Eulalius nach seiner Absetzung Bischof von Nepi geworden sei. In einer anderen Version derselben Biografie heißt es dagegen, er sei nach Kampanien verbannt worden. Der erste urkundlich belegte Bischof ist Proiectitius, der im Jahr 465 an der Synode von Rom teilnahm.
Zur Zeit Papst Gregors des Großen fungierte Bischof Paulus zugleich als Apostolischer Visitator des Bistums Neapel, nachdem Bischof Demetrius im Jahr 591 abgesetzt worden war. Gegen Ende des 5. Jahrhunderts war das Bistum Nepi wahrscheinlich für einige Zeit mit dem Bistum Faleri vereinigt, denn Bischof Felix unterzeichnete die Dokumente der Synode von Rom im Jahr 499 als episcopus ecclesiae Faliscae et Nepesinae. Im Mittelalter hatte das Bistum eine große Bedeutung. So waren in dieser Zeit Sergius, der Sohn der Marozia und Bruder von Papst Johannes XI., und Albertus, der Kardinal unter Gegenpapst Clemens III. war, Bischöfe von Nepi.
Im Spätmittelalter verlor das Bistum Nepi an Bedeutung. Damit einher ging ein Rückgang der Einnahmen. Aufgrund der daraus folgenden finanziellen Probleme wurde das Bistum Nepi am 12. Dezember 1435 aeque principaliter durch Papst Eugen IV. mit der Bulle Sacrosancta Romana ecclesia mit dem Bistum Sutri vereinigt. Die Jurisdiktionen und Verwaltungen beider Bistümer blieben aber weiterhin getrennt. Von 1523 bis 1532 war der Bischof von Viterbo, Aegidius de Viterbo OESA, Apostolischer Administrator von Nepi. Danach wurde die Personalunion der Bistümer Nepi und Sutri unter Bischof Jacopo Bongalli wieder fortgesetzt. Während der von 1539 bis 1542 dauernden Amtszeit von Bischof Pomponio Ceci wurden die Santa Savinilla-Katakomben, die antiken Ursprungs sind und deren Ausgrabung durch Ceci finanziert wurde, wiederentdeckt. Von 1556 bis 1560 war Antonio Michele Ghislieri, der spätere Papst Pius V., Bischof von Nepi und Sutri. Zur Umsetzung der vom Konzil von Trient gewollten Reformen wurde 1565 die erste Diözesansynode des Bistums Nepi einberufen. Aus diesem Anlass wurde eine aus Laien und Priestern bestehende Kommission eingesetzt, um Gelder für den Unterhalt aller Priester des Bistums, die zur Synode kamen, zu sammeln. Die Diözesansynode von 1583 ist die erste, deren Akten erhalten sind.
Der von 1670 bis 1677 amtierende Bischof Giulio Spinola gründete in Nepi einen Monte di Pietà. Um den Streitigkeiten zwischen den Domkapiteln von Nepi und Sutri ein Ende zu setzen, verfügte die Heilige Konzilskongregation Anfang des 18. Jahrhunderts, dass es zwei Generalvikare geben sollte und dass die Bischöfe in den Ernennungsbullen abwechselnd den Titel Bischof von Nepi und Sutri und Bischof von Sutri und Nepi erhalten sollten. Der von 1740 bis 1746 amtierende Bischof Francesco Viviani errichtete das Priesterseminar des Bistums Nepi, das unter Bischof Francesco Spalletti in der Mitte des 19. Jahrhunderts reorganisiert wurde. Ende des 18. Jahrhunderts wurden die Wallfahrten zum Heiligtum Santa Maria ad rupes, das im 6. Jahrhundert von Benediktinern gegründet und 1912 von Papst Pius X. mit dem Motu proprio Quo pietatis in den Rang eines päpstlichen Heiligtums erhoben wurde, wiederbelebt. Die dem Heiligtum angeschlossene Kirche Sant’Elia erhielt im selben Jahr den Titel Basilica minor.
In der napoleonischen Zeit verweigerte Bischof Camillo de Simone den französischen Besatzern den Treueid. Daraufhin wurde er am 21. Mai 1810 inhaftiert und nach Frankreich deportiert. Erst im Frühjahr 1814 konnte er in sein Bistum zurückkehren. Während seiner Abwesenheit war das Bistum Nepi aufgelöst und den Bistümern Civita Castellana und Orte angegliedert. Von 1900 bis 1916 war der Deutsche Bernhard Döbbing OFM Bischof von Nepi und Sutri.
Am 10. April 1976 wurden die Bistümer Nepi und Sutri in persona episcopi mit den Bistümern Civita Castellana, Orte und Gallese vereinigt. 1980 zählten die Bistümer Nepi und Sutri zusammen noch 84.223 Katholiken (99,5 % der Bevölkerung) in 38 Pfarreien sowie 52 Diözesanpriester, 40 Ordenspriester und 292 Ordensschwestern. Nach der Aufhebung der Territorialabtei der Heiligen Vinzenz und Anastasius ad Aquas Salvias wurde die Pfarrei der Gemeinde Monterosi am 25. März 1981 durch Papst Johannes Paul II. mit der Apostolischen Konstitution Abbatia SS. Vincentii et Anastasii dem Bistum Nepi angeschlossen. Am 21. März 1983 wurde das Gebiet der Pfarreien San Michele Arcangelo in Capena, San Giacomo Maggiore Apostolo in Civitella San Paolo und Santa Maria della Consolazione in Nazzano, das bisher zur Territorialabtei Sankt Paul vor den Mauern gehörte, durch die Heilige Kongregation für die Bischöfe mit dem Dekret De animarum dem Bistum Nepi angeschlossen. Die Bistümer Nepi und Sutri wurden am 11. Februar 1986 endgültig aufgelöst und ihr Gebiet wurde vollständig dem Bistum Civita Castellana angegliedert. Die Kathedrale Santa Maria Assunta e Santa Anastasia in Nepi ist heute eine der Konkathedralen des Bistums Civita Castellana.
Am 16. Februar 1991 wurde das Bistum Nepi durch Papst Johannes Paul II. als Titularbistum Nepeta wiedererrichtet und am 16. Juli desselben Jahres erstmals vergeben.

## Territorium
Zum Zeitpunkt der Auflösung umfasste das Territorium des Bistums Nepi die Gemeinden Nepi, Castel Sant’Elia und Monterosi in der Provinz Viterbo sowie Campagnano di Roma, Capena, Civitella San Paolo, Fiano Romano, Formello, Nazzano, Torrita Tiberina, Filacciano, Sacrofano und Magliano Romano in der Provinz Rom.